# Stoczek (powiat Węgrowski)
Stoczek is een dorp in het Poolse woiwodschap Mazovië, in het district Węgrowski. De plaats maakt deel uit van de gemeente Stoczek.